# 陳怡真
陳怡真（1973年2月23日—），出生於台灣，臺灣女演員，曾用藝名陳倩，妹妹為演員陳怡筠，妹婿為演員陳霆。陳怡真演出過多部古裝神怪劇和本土劇，也接拍過中國大陸的電視劇，2019年更首次參與演出楊麗花歌仔戲。陳怡真在歌仔戲中大多与陳亞蘭配對。

## 影視作品

### 電視劇
| 年 份  | 頻 道                        | 劇 名                                | 角 色             |
| 1991年 | 華視                         | 《草地狀元》                         | 許明珠            |
| 1992年 | 華視                         | 《嘉慶君游臺灣》                     | 公主              |
| 1992年 | 華視                         | 《輸人不輸陣》                       | 明珠              |
| 1994年 | 公視                         | 《人生劇展－雨來了》                 | 麗娥              |
| 1994年 | 中視                         | 《楊乃武與小白菜》                   | 银儿              |
| 1994年 | 台視                         | 《台灣水滸傳》                       | 春花              |
| 1994年 | 台視                         | 《悲情的歲月》                       |                   |
| 1994年 | 台視                         | 《天眼》                             |                   |
| 1994年 | 台視                         | 《難忘風雨情》                       | 阿春              |
| 1995年 | 華視                         | 《劉伯溫傳奇－華陀神針》             | 柳菁菁            |
| 1995年 | 華視                         | 《劉伯溫傳奇－義賊年年春》           | 靜姑              |
| 1995年 | 華視                         | 《劉伯溫傳奇－寸草心》               | 玲瓏              |
| 1995年 | 台視                         | 《濟公－靈珠子》                     | 明珠              |
| 1995年 | 台視                         | 《濟公－千年屍怪》                   | 秀秀              |
| 1995年 | 台視                         | 《濟公－怒打狗奴才》                 | 陸素秋            |
| 1995年 | 台視                         | 《濟公－胭脂淚》                     | 胭脂              |
| 1995年 | 台視                         | 《石磨心》                           | 秀英              |
| 1996年 | 華視                         | 《劉伯溫傳奇－夕陽瀝血》             | 無雙              |
| 1996年 | 中視                         | 《大巡按蕃薯官－恁某阮某變咱某》     | 欣兒              |
| 1996年 | 中視                         | 《大巡按蕃薯官－我變我變我變變變》   | 黃小玉            |
| 1996年 | 中視                         | 《大巡按蕃薯官－雙面女妖黃金城》     | 武秋香            |
| 1997年 | 華視                         | 《施公奇案－水中仙》                 | 小娟              |
| 1997年 | 華視                         | 《施公奇案－無雙斬》                 | 哑奴              |
| 1997年 | 中視                         | 《中原鏢局》                         | 梅玉蘭（梅姑）    |
| 1997年 | 中視                         | 《布袋和尚》                         | 春紅              |
| 1997年 | 中視                         | 《濟公活佛》                         | 姻脂              |
| 1997年 | 台視                         | 《紅姑傳奇》                         | 水蓮蓮            |
| 1998年 | 民視                         | 《真命天子－朱元璋》                 | 馬鸞瑛／碧雲      |
| 1998年 | 民視                         | 《真命天子－趙匡胤》                 | 韓素梅            |
| 1998年 | 中視                         | 《鑼聲響起》                         | 許春梅            |
| 1999年 | 三立台灣台                   | 《鳥來伯與十三姨》                   | 柯明秀            |
| 2000年 | 民視                         | 《長男的媳婦》                       | 周秀玉            |
| 2000年 | 中視                         | 《封神榜》                           | 妲己              |
| 2000年 | 中視                         | 《仙鯉奇緣》                         | 水芙蓉            |
| 2001年 | 中視                         | 《怪俠歐陽德》                       | 翡翠格格          |
| 2001年 | 三立台灣台                   | 《台灣阿誠》                         | 朱素春            |
| 2002年 | 三立台灣台                   | 《海波浪》                           | 趙宥甯            |
| 2002年 | 三立台灣台                   | 《戲說台灣－美人照鏡》               | 鄭翠玉            |
| 2002年 | 三立台灣台                   | 《戲說台灣－芝山岩蝙蝠洞》           | 小蓮              |
| 2002年 | 中視                         | 《順天聖母》                         | 陳靖姑            |
| 2002年 | 民視                         | 《不了情》                           | 林育真            |
| 2002年 | 民視                         | 《藍色水玲瓏》-水火同源好運到        | 金枝              |
| 2003年 | 中視                         | 《呂洞賓》                           | 牡丹仙子          |
| 2003年 | 民視                         | 《青龍好漢》                         | 張飛雪            |
| 2004年 | 中視                         | 《世間人》第二單元 －大某細姨        | 蔡秀琴            |
| 2004年 | 八大第一台                   | 《真愛無悔》                         | 周宜婷            |
| 2004年 | 三立台灣台                   | 《台灣龍捲風》                       | 方秀君            |
| 2005年 | 三立台灣台                   | 《金色摩天輪》                       | 艾咪              |
| 2005年 | 中視                         | 《心事谁人知》                       | 游淑芬            |
| 2006年 | 民視                         | 《再生缘》                           | 林富美            |
| 2006年 | 民視                         | 《八仙傳奇》                         | 雪柔／花莫愁      |
| 2007年 | 台視                         | 《神機妙算劉伯溫－怒犯天條》         | 沈秋霞            |
| 2008年 | 大愛電視台                   | 《走過好味道》                       | 李麗玉            |
| 2008年 | 台視                         | 《懷玉傳奇 千金媽祖－宮中風雲》      | 白魔女            |
| 2010年 | 三立台灣台                   | 《天下父母心》                       | 江秋月            |
| 2011年 | 三立台灣台                   | 《家和萬事興》                       | 丁美琪            |
| 2011年 | 大愛電視台                   | 《我兒阿輝》                         | 楊秀月            |
| 2011年 | 江蘇衛視                     | 《活佛濟公2》                        | 娃娃              |
| 2012年 | 江蘇衛視                     | 《薛平貴與王寶釧》                   | 王銀釧            |
| 2013年 | 湖南衛視                     | 《百萬新娘之愛無悔》                 | 王紹玲            |
| 2013年 | 江蘇衛視                     | 《新洛神》                           | 卞媖              |
| 2014年 | 山東衛視、湖北衛視、貴州衛視 | 《封神英雄榜》                       | 太姒              |
| 2014年 | 中國大陸                     | 《青春風暴》                         | 趙嬸              |
| 2014年 | 江蘇衛視、貴州衛視           | 《劍俠》                             | 曹英              |
| 2015年 | 安徽衛視、深圳衛視           | 《封神英雄》                         | 太姒              |
| 2015年 | 湖南衛視                     | 《家和萬事興》                       | 楊蘭              |
| 2016年 | 重慶影視頻道                 | 《真命天子 (中國大陸電視劇)》        | 紅艷              |
| 2016年 | 天津文藝頻道                 | 《忍冬艷薔薇》                       | 陳榮華            |
| 2017年 | 三立台灣台                   | 《一家人》                           | 朱秀真            |
| 2019年 | 台視                         | 《楊麗花歌仔戲：忠孝節義－萬古流芳》 | 周盈香            |
| 2019年 | 台視                         | 《楊麗花歌仔戲：忠孝節義－孝感動天》 | 娥皇              |
| 2019年 | 台視                         | 《楊麗花歌仔戲：忠孝節義－斷機教子》 | 秦雪梅            |
| 2019年 | 三立台灣台                   | 《戲說台灣－范王爺破連環劫》         | 王春桃            |
| 2019年 | 三立台灣台                   | 《戲說台灣－城隍媽祖渡斑鳩》         | 金玉              |
| 2019年 | 三立台灣台                   | 《戲說台灣－向天公借膽》             | 秀英              |
| 2020年 | 三立台灣台                   | 《戲說台灣－東山白骨精》             | 李貴美 （白骨精） |
| 2020年 | 三立台灣台                   | 《戲說台灣－金蠶食尾》               | 阿鸞（十三姑）    |
| 2021年 | 三立台灣台                   | 《戲說台灣－奪屍還魂 》              | 清雲師            |
| 2022年 | 三立台灣台                   | 《戲說台灣－甘蔗崙三界公》           | 小林櫻子          |
| 2022年 | 台視                         | 《陳亞蘭歌仔戲：嘉慶君遊台灣》       | 梅影              |
| 2022年 | 三立台灣台                   | 《戲說台灣－金鰍拚烏鱔》             | 烏鱔精            |
| 2022年 | 三立台灣台                   | 《戲說台灣－天聾地啞鬥女訟師》       | 五月嬸            |
| 2022年 | 三立台灣台                   | 《一家團圓》                         | 劉美蓮            |
| 2022年 | 三立台灣台                   | 《戲說台灣－代班土地公》             | 蛇精              |
| 2023年 | 三立台灣台                   | 《戲說台灣－金媽祖渡不孝女》         | 陳夫人            |
| 2023年 | 三立台灣台                   | 《戲說台灣－慈母雷公咒》             | 王淑女            |
| 2023年 | 三立台灣台                   | 《戲說台灣－龍太子報親恩》           | 金天霸            |
| 2023年 | 三立台灣台                   | 《戲說台灣－池王爺解生死劫》         | 郭碧霞            |
| 2024年 | 三立台灣台                   | 《戲說台灣－財神包娶某》             | 盧淑美            |
| 2024年 | 三立台灣台                   | 《戲說台灣－古公三王》               | 賴桂蘭            |
| 2024年 | 三立台灣台                   | 《天道》                             | 魏仙梅            |
| 2024年 | 三立台灣台                   | 《戲說台灣－城隍媽的繡花鞋》         | 正南母            |
| 2025年 | 三立台灣台                   | 《戲說台灣－觀音媽報凡恩》           | 張梅              |

## 舞台劇
- 陳亞蘭歌仔戲 黑家店2追殺萬古流芳 飾周盈香
- 陳亞蘭歌仔戲 西遊記誤闖黑家店3 飾蜘蛛精
- 2023/2/25-26嘉慶君遊臺灣通體舒暢舞台版 飾梅影

## 電影
- 1994追令

## 主持
- 1995年大陸福州電視台海峽兩岸中秋節特別節目

## 專輯
- 1999年跨刀唱主打歌《石頭心》

## 廣播
- 1999年跨刀一張唱片到各廣播節目主持受訪問

## 廣告
- 陸軍軍官招生廣告
- 1995年飾女軍官 特殊演出大事：民國七十九年出國參加世界杯的表演比賽
- 1999年參加華視的勞軍演出
- 2000年參加中視的勞軍演出 榮譽紀錄： 從小為學校爭取許多榮譽，也得過許多的榮譽獎
- 警政署－漁民宣導片、姊妹花